# 陈鉴远
陈鉴远（1916年6月15日—1995年），男，江苏淮安人，中国化学工程学家，中国科学院院士。

## 生平
陈鉴远是江苏省淮安县曹甸镇（今属宝应县）人。1940年毕业于国立中央大学化学工程系。此后赴美留学，先后获艾奥瓦州立大学化学工程硕士学位、雪城大学化学工程系博士学位。
1950年回国后先后在华东工业部化工设计室、北京化工设计公司、基本化学设计院任职。1956年起历任化学工业部北京化工设计院副总工程师、总工程师。1965年出任化工部第六设计院院长兼总程师。1978年出任化工部二局副局长。1982年担任北京化工学院院长。1985年起任化工部技术委员会副主任。1993年当选中国科学院化学部学部委员（院士）。1995年在北京逝世。